# Grosfillex
Grosfillex est une entreprise industrielle française créée en 1927 et implantée dans la Plastics Vallée à Arbent près d'Oyonnax dans l'Ain en région Auvergne-Rhône-Alpes.
Elle conçoit, fabrique et commercialise des produits pour l'équipement et l'aménagement de l'habitat pour les professionnels et particuliers.

## Présentation
Grosfillex est une entreprise internationale spécialisée dans les produits pour les espaces intérieurs et extérieurs de l'habitat. Elle emploie 1 200 salariés à travers le monde, dont 900 en France métropolitaine[source insuffisante].

## Histoire
Fondée en 1927 par François, Auguste et Jean Grosfillex, l'entreprise Grosfillex était un atelier de tournage sur bois façonnant des pinces à linge, des coquetiers ou autres manches à outils[réf. non conforme]. Dans les années 1950, sous la direction de Raymond Grosfillex, le groupe se dirige vers la fabrication de produits en résine de synthèse. La première injection plastique a eu lieu en 1954[réf. nécessaire].
Le groupe Grosfillex poursuit son développement en implantant en 1964 sa première filiale à l'étranger et en créant la division "produits de construction". La première unité de production aux États-Unis a vu le jour en 1969 et une unité de production s'est ouverte au Brésil en 1991[réf. nécessaire].
Au cours des années 1980, Grosfillex s'oriente vers d'autres matières et commercialise sa première fenêtre en PVC. La chaise monobloc 100 % résine voit le jour en 1981. En 1985 Grosfillex lance sa production de revêtements muraux[réf. nécessaire].
En 1994, Grosfillex s’organise en concessions pour son activité menuiserie à travers un réseau baptisé Grosfillex Fenêtres[réf. nécessaire].
En 1998, Grosfillex équipe le stade de France en sièges pour la finale de la coupe du monde de football[réf. non conforme].
Grofillex reçoit en 2011 la médaille d'or du design à Batimat pour sa poignée de fenêtre[pertinence contestée][réf. nécessaire].
En 2012, Grosfillex ajoute à sa gamme de produit des menuiseries en aluminium et lance, en 2016 les sièges à dossier escamotable. L'activité étant propice au développement, Grosfillex crée son nouveau réseau de distribution Grosfillex Home[réf. nécessaire].
Le magazine Capital a élu en 2017, Grosfillex comme meilleure enseigne dans la catégorie "Vente et Pose de Fenêtres"[source insuffisante].

## Implantations
Grosfillex est présent[Comment ?] dans plus de 80 pays[source insuffisante]. Il possède 7 filiales de commercialisation en Europe : Allemagne, Belgique, Espagne, Pays-Bas, Italie, Suisse, Royaume-Uni[source insuffisante].
Depuis 1969 le groupe compte une unité de production en Pennsylvanie et une autre à Sao Paulo au Brésil depuis 1991, dédiées au mobilier de jardin et bacs. Grosfillex compte alors quatre centres de production en France, aux USA et au Brésil[réf. non conforme].
Les États-Unis pèsent[Quand ?] 20 % du chiffre d'affaires du groupe.
Depuis 2013, les produits Grosfillex sont également distribués dans des pays d'Asie du Sud-Est tels que le Vietnam, Singapour, la Malaisie et la Thaïlande[source insuffisante].

## Activités
L'activité de Grosfillex se divise en trois : les produits outdoor, qui rassemblent le mobilier de jardin, les bacs à plantes ainsi que les abris de jardin ; la menuiserie, qui comprend les fenêtres, les portes d'entrée et les volets ; et les produits pour l'intérieur de la maison, qui regroupent le mobilier, les revêtements murs et plafond, les cloisons ainsi que les rangements.[réf. nécessaire]

### Mobilier

#### Chaise en plastique
Grosfillex a lancé en 1981 une chaise en plastique monobloc. Ces chaises sont fabriquées à partir de moules géants. Elles ont une durée de vie de 20 à 30 ans et sont totalement recyclables.

#### Meubles de jardin
Certains meubles de jardin Grosfillex sont conçus dans un alliage de résine, de fibre de verre et de particules d'aluminium intégrées grâce à une technique d'injection de gaz. Ces meubles de jardin sont principalement à destination de l'hôtellerie de luxe.

#### Sièges de stade
Raymond Grosfillex a lancé en 1958 la fabrication des sièges injectés en thermoplastiques. Ces sièges sont dédiés aux espaces publics et stades. Grosfillex a équipé le stade de France pour la Coupe du Monde de 1998 ainsi que le stade Geoffroy-Guichard en 2016. Le stade Geoffroy-Guichard est équipé de sièges Grosfillex modulables, permettant de verrouiller le dossier pendant les matchs de Ligue 1 et de déverrouiller les sièges pour relever le dossier pour les autres compétitions.

### Revêtements muraux
Grosfillex utilise l'impression 3D pour fabriquer les revêtements muraux afin d'imiter le bois, le marbre, le béton ou encore l'ardoise, le parement, la pierre et la mosaïque.

### Menuiseries
Les menuiseries sont distribuées en concession et grandes surfaces de bricolage. Elles sont fabriquées à 1500 exemplaires par jour et 300 000 par an.

#### Fenêtres
En 2011, Grosfillex a obtenu la médaille d'or dans la catégorie " Menuiserie & Fermetures " des Trophées du Design. Grosfillex propose un système de fermeture permettant d'ouvrir la fenêtre par traction horizontale sur la poignée et de la fermer sans manœuvrer la poignée[réf. non conforme].

#### Abris de jardin
Grosfillex fabrique des abris de jardin en résine par exemple imitation bois. La structure et la toiture dispose de renforts métalliques.

#### Bacs à plantes
Grosfillex fabrique des bacs à plantes personnalisables pour l'intérieur comme l'extérieur : pots élancés coniques, vasques, jardinières ou encore cache-pots.

## Enseignes

### Grosfillex Fenêtres
Grosfillex Fenêtres commercialise et pose une gamme de fermetures et menuiseries en PVC et aluminium.

### Grosfillex Home
Lancée en juin 2016, l'entité Grosfillex Home propose au client un concept de magasin pour accompagner le particulier dans son projet de rénovation. Les points de vente mettent à disposition plusieurs produits : fenêtres, portails, vérandas, mobiliers de jardin, décoration intérieure, revêtements muraux.